# Вітер з моря (фільм)
«Вітер з моря» (пол. Wiatr od morza) — польський чорно-білий німий художній фільм, драма 1930 року. Екранізація однойменної повісті Стефана Жеромського.

## Сюжет
На території Гданського Помор'я, в старому палаці прусського графа живуть його два онуки, єдинокровні брати Ришард і Отто. Обидва люблять двоюрідну сестру Терезу. Під час Першої світової війни брати служать офіцерами флоту на одному підводному човні. Човен тоне. Жорстокий Отто гине, а чутливий Ришард повертається до палацу до Терези де вона захищає себе від атак німецьких дезертирів.

## У ролях
- Адам Бродзіш — Ришард
- Еугеніуш Бодо — Отто
- Марія Малицька — Тереза
- Казімєж Юноша-Стемповський — граф Фрідріх фон Арффберг
- Чеслав Сконечни — керуючий
- Текла Трапшо — господиня
- Ірена Гавенцька — рибалка
- Януш Страхоцький — Ян
- Адольф Димша — Стефек
- Єжи Кобуш — Польдек